# Воздушный секс
Воздушный секс (англ. Air sex) — перформанс перед аудиторией, придуманный в Японии, когда одетые мужчина или женщина имитируют половой акт с невидимым партнёром под музыку, часто в гротескной манере. Создатель — J-Taro Sugisaku — говорит, что он придумал это развлечение в Токио в 2006 году, когда группе мужчин было скучно без подруг.

## История
Сообщение об этом явлении появилось впервые в японском журнале Weekly Playboy в 2006 году и было повторено на веб-сайте газеты Майнити симбун — Mainichi Daily News. Первое видео с чемпионата по воздушному сексу было загружено на YouTube в январе 2007 года. За этим последовали документальные фильмы в программе Japanorama (подразделение BBC Three) в марте 2007 года. Затем такие ролики появились в блогосфере. После показа ролика Japanorama в мае 2007 года на форуме JACON 2007 в Орландо, штат Флорида, это увлечение начало распространяться в США. Естественно, YouTube начал активно заполняться роликами на данную тему, не обошли они и секс-ориентированный блог Fleshbot.
Бум этого вида развлечения пришёлся на США. С августа 2007 года под эгидой кинокомпании Alamo Drafthouse в стране проводятся конкурсы воздушного секса. В июне 2009 года эта же компания организовала в США в городе Остин, штат Техас, соревнования, объявив их национальным чемпионатом по воздушному сексу. В октябре того же года первым в истории чемпионом мира стал Shanghai Slammer из Лос-Анджелеса. Последний на данный момент из таких чемпионатов прошел в Остине в 2014 году.